# NGC 6752
Az NGC 6752 (más néven Caldwell 93) egy gömbhalmaz a Pavo (Páva) csillagképben.  A csillagkép legfényesebb gömbhalmaza.

## Felfedezése
A gömbhalmazt James Dunlop fedezte fel 1826. június 30-án.